# إيبوكسي

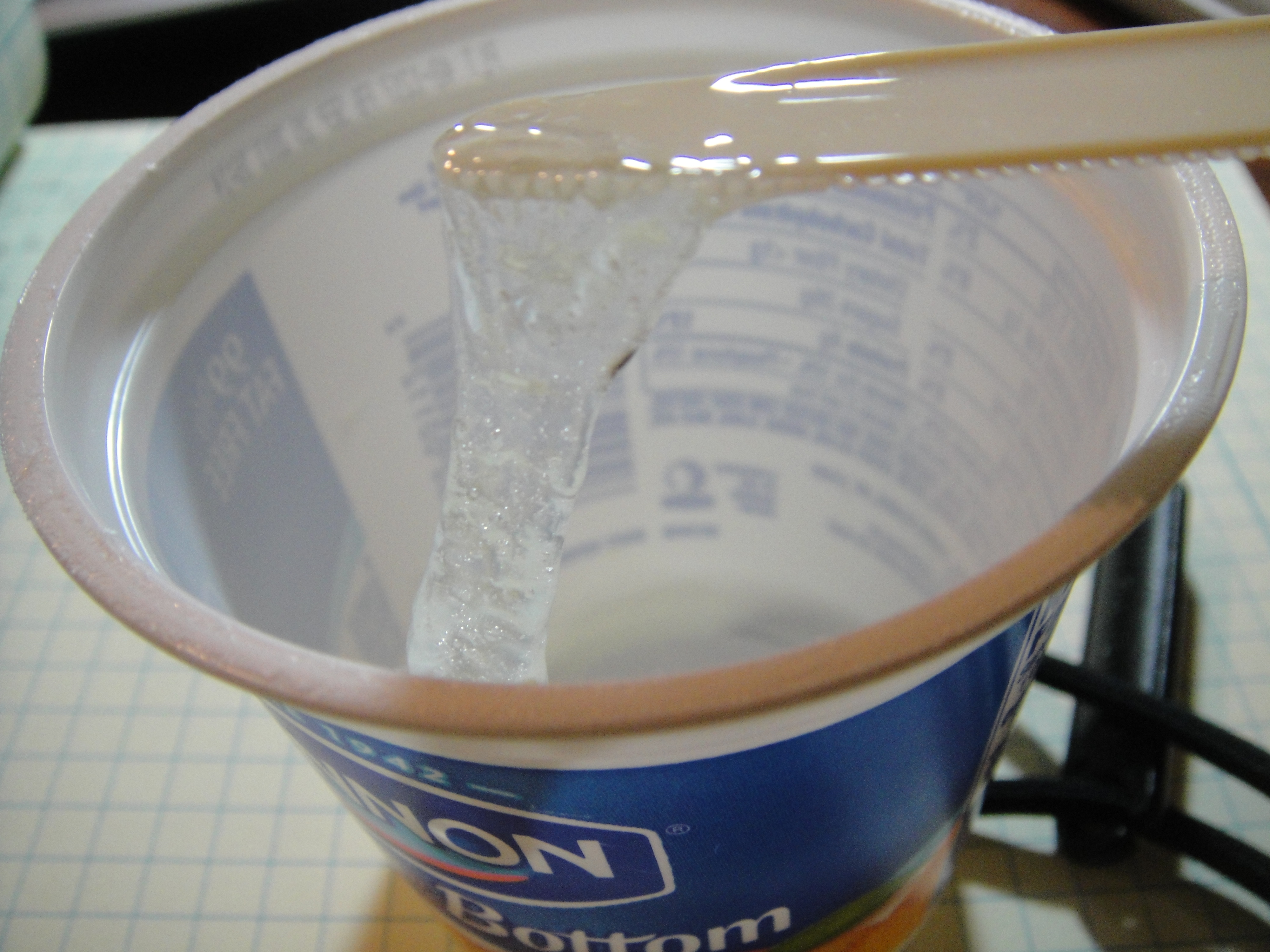
تحضير مادة الإيبوكسي للاستخدام في الصناعات.

الإيبوكسي مادة كيمائية تعتبر أحد أنواع اللدائن الصلبة بالحرارة. ذات مركبين: أساس (resin) ومصلب (hardener) وهي شديدة الالتصاق ومقاوم للاحتكاك والمواد الكيماوية سواء كانت أحماض أو قواعد أو مذيبات، حيث تتشكل طبقة عازلة عند جفافها. تستخدم كطلاء أو مونة أو لاصق. أكثر أنواع الإيبوكسي الراتنج إنتاجا هي الناتجة عن التفاعل بين مادتي إيبكلوروهيدرين وbisphenol ألف الكيميائيتين.
أول محاولة لإنتاجه من هذه المادة كانت في عام 1927 بالولايات المتحدة عبر شركة سيبا السويسرية لإنتاج الكيماويات.
ينتمي راتنج الإيبوكسي إلى مجموعة الراتنجات المتصلبة بالحرارة حيث تتميز هذه الراتنجات بعدم إمكانية إعادة تشكيلها بالحرارة بعد تحولها إلى مادة صلبة نتيجة لتكون سلاسل بوليميرية طويلة متشابكة مع بعضها وهو ما يسمى بالربط التشابكي. يحتوي راتنج الإيبوكسي على مجموعتين أو أكثر من مجاميع الإيبوكسايدالتي تتألف من ذرة أُوكسجين مرتبطة مع ذرتي كاربون ترتبط مجموعة الإيبوكسي كيميائياً مع الجزيئات الأُخرى لتشكيل شبكة ثلاثية الأبعاد ذات ربط تشابكي بعملية المعالجة. يتميز راتنج الإيبوكسي بالصلادة والمقاومة الكيميائية العاليتين نسبياً إضافة إلى ذلك يمتلك هذا الراتنج قابلية إلتصاق نوعي عالي بسبب التركيب الكيميائي لهذا الراتنج والمتمثل في مجموعة الإيثرات والهيدروكسيل والمجاميع القطبية التي تعطي متانة وإلتصاق عالية وتكسب المادة صلادة وقوة، لذلك يستعمل في التطبيقات التي تتطلب إداءاً وظيفياً عالياً. تتفاعل هذه الراتنجات مع المصلدات أثناء المعالجة ويكون التفاعل غير مصحوب بإنبعاث الماء أو تحرر أي منتجات ثانوية مما يجعل التقلص الحجمي قليل جداً (أقل من 2%) وبالتالي يكتسب الراتنج قوة وخواص ميكانيكية عالية إضافة إلى ذلك تمتلك راتنجات الإيبوكسي المعالجة متانة عالية نتيجة للبعد بين نقاط الربط التشابكي ووجود السلاسل الإليفانية المتكاملة.

## تاريخ
تم الإبلاغ عن تكثيف الإيبوكسيدات والأمينات لأول مرة وحصل على براءة اختراع من قبل بول شلاك من ألمانيا في عام 1934. ادعاءات اكتشاف راتنجات الإيبوكسي القائمة على بيسفينول أ تشمل بيير كاستان في عام 1943. تم ترخيص عمل كاستان من قبل شركة سيبا المحدودة في سويسرا، والتي أصبحت واحدة من أكبر ثلاثة منتجين لراتنجات الإيبوكسي في جميع أنحاء العالم. نشأت أعمال الإيبوكسي لشركة Ciba باسم Vantico في أواخر التسعينيات، والتي تم بيعها لاحقًا في عام 2003 وأصبحت وحدة أعمال المواد المتقدمة لشركة Huntsman Corporation في الولايات المتحدة. في عام 1946، حصل سيلفان جرينلي، الذي يعمل لصالح شركة Devoe & Raynolds ، على براءة اختراع الراتنج المشتق من bisphenol-A و epichlorohydrin. تم بيع Devoe & Raynolds ، التي كانت نشطة في الأيام الأولى لصناعة راتنجات الايبوكسي، لشركة Shell Chemical. تم بيع القسم المعني بهذا العمل في النهاية، وعبر سلسلة من معاملات الشركات الأخرى أصبحت الآن جزءًا من Hexion Inc.

## الإيبوكسي كطلاء
يستخدم الايبوكسي كطلاء عازل لتسربات المياه في الخزانات الاراضية وفي بيارات الصرف الصحي كما يستخدم في بعض الاحيان للعزل المائي في اسطح المنازل والبيوت. تم تطوير طلاءات إيبوكسي من جزأين للخدمة الشاقة على ركائز معدنية وتستخدم طاقة أقل من طلاءات البودرة المعالجة بالحرارة. توفر هذه الأنظمة طلاءًا قويًا وقائيًا مع صلابة ممتازة. تتم صياغة الطلاءات المكونة من جزء واحد من الإيبوكسي كمستحلب في الماء، ويمكن تنظيفها بدون مذيبات.
غالبًا ما تستخدم الطلاءات الإيبوكسية في التطبيقات الصناعية والسيارات لأنها أكثر مقاومة للحرارة من الدهانات القائمة على اللاتكس والألكيد. تميل دهانات الإيبوكسي إلى التدهور، المعروف باسم «الطباشير»، بسبب التعرض للأشعة فوق البنفسجية.
التغيير في اللون، المعروف باسم الاصفرار، هو ظاهرة شائعة لمواد الايبوكسي وغالبًا ما يكون مصدر قلق في تطبيقات الفن والحفظ. راتنجات الايبوكسي صفراء مع مرور الوقت، حتى عندما لا تتعرض للأشعة فوق البنفسجية. تم تحقيق تقدم كبير في فهم اصفرار الإيبوكسي بواسطة داون أولاً في عام 1984 (الشيخوخة الطبيعية الداكنة) ولاحقًا في عام 1986 (شيخوخة الضوء عالية الكثافة). قام داون بالتحقيق في العديد من المواد اللاصقة من راتنجات الايبوكسي لعلاج درجة حرارة الغرفة المناسبة للاستخدام في حفظ الزجاج، واختبار ميلها إلى اللون الأصفر. تم التوصل إلى فهم جزيئي أساسي لإصفرار الإيبوكسي، عندما اكتشف Krauklis و Echtermeyer الأصل الميكانيكي للاصفرار في راتنجات إيبوكسي أمين شائعة الاستخدام، نُشر في عام 2018. وجدوا أن السبب الجزيئي لإصفرار الإيبوكسي كان تطور الأكسدة الحرارية لمجموعات الكربونيل في العمود الفقري للكربون-الكربون البوليمر عبر هجوم جذري محب للنيوكليوفيليين.
تُستخدم إيبوكسيات البوليستر كطلاء بمسحوق للغسالات والمجففات وغيرها من «السلع البيضاء». تُستخدم طلاءات مسحوق الإيبوكسي الانصهار (FBE) على نطاق واسع للحماية من التآكل لأنابيب الصلب والتجهيزات المستخدمة في صناعة النفط والغاز، وأنابيب نقل مياه الشرب (الصلب)، وحديد التسليح الخرساني. تُستخدم الطلاءات الإيبوكسية أيضًا على نطاق واسع كطلاءات أولية لتحسين التصاق دهانات السيارات والبحرية خاصة على الأسطح المعدنية حيث تكون مقاومة التآكل (الصدأ) مهمة. غالبًا ما تكون العلب والأوعية المعدنية مغطاة بالإيبوكسي لمنع الصدأ، خاصة بالنسبة للأطعمة الحمضية مثل الطماطم. تُستخدم راتنجات الإيبوكسي أيضًا في تطبيقات الأرضيات الزخرفية مثل أرضيات التيرازو وأرضيات الرقائق والأرضيات المجمعة الملونة.
تم تعديل الإيبوكسيات بعدة طرق، تفاعلت مع الأحماض الدهنية المشتقة من الزيوت لإنتاج استرات الإيبوكسي، والتي تم علاجها بنفس طريقة الألكيدات. منها L8 (80٪ بذر الكتان) و D4 (40٪ زيت الخروع المجفف). غالبًا ما كانت تتفاعل مع الستايرين لصنع استرات إيبوكسي ستيرين، تستخدم كطعامات أولية. المعالجة بالفينول لعمل بطانات الأسطوانة، ومعالجة الإسترات براتنجات الأمين والمعالجة المسبقة للإيبوكسي بالراتنجات الأمينية لصنع طبقات علوية مقاومة.
كان أحد أفضل الأمثلة على ذلك هو نظام استخدام الإيبوكسيات الخالية من المذيبات لتجهيز السفن أثناء البناء، وقد استخدم هذا نظامًا للرش الساخن بدون تهوية مع الخلط المسبق في الرأس. أدى هذا إلى تفادي مشكلة احتباس المذيبات تحت الفيلم، والتي تسببت في مشاكل الالتصاق فيما بعد.

## الإيبوكسي كمونة
يستخدم الايبوكسي كمونه وربط جزاين منفصلين مثله مثل الاسمنت. كما هو الحال في حصول عمليه التعشيش للاعمده. فيتم استخدام هذه المادة للتقويه المونة الاسمنتيه بالاضافه وسد الفراغات بين الخرسانة.

## الإيبوكسي في الصناعة
يستخدم الايبوكسى في معالجة الرخام والجرانيت ليكسبه طبقة رقيقة جدا ومن ثم ليجعل سطح الرخام والجرانيت املس وناعم بالإضافة للصلابة والحماية من العوامل الجوية.
يستخدم أيضا في لصق بعض أنواع الرخام والجرانيت معا

## الأنظمة الكهربائية والإلكترونية
نظرا لتعدد أنواع هذه المركبات، فسنجد له استخدامات كثيرة مثل لصق قلوب الفرايت لمحولات التردد العالى ونظرا لخواص العزل الجيدة تستخدم في تثبيت بعض المكونات كما أن غالبية المكونات مثل الثنائيات والترانزيستورات والدوائر المتكاملة تصنع من غلاف إيبوكسى، منه الشفاف كما في الثنائيات الباعثة للضوء ومنه المعتم كالترانزيستورات والمتكاملات الخ.
أيضا يستخدم في تغطية الدوائر لحجب التركيب الداخلى.

## الإيبوكسي في الفن
يستخدم الإيبوكسي الراتنج، عندما يخلط مع الخضاب بوضع طبقات واحدة فوق الأخرى.

## المخاطر الصحية
تصنف راتنجات الايبوكسي السائلة في حالتها غير المعالجة في الغالب على أنها مهيجة للعينين والجلد، وكذلك سامة للكائنات المائية. تعتبر راتنجات الايبوكسي الصلبة أكثر أمانًا بشكل عام من راتنجات الايبوكسي السائلة، والعديد منها مصنف كمواد غير خطرة. أحد المخاطر المحددة المرتبطة براتنجات الايبوكسي هو التحسس. وقد ثبت أن الخطر أكثر وضوحا في راتنجات الايبوكسي التي تحتوي على مواد تخفيف الوزن الجزيئي منخفضة الايبوكسي. يمكن أن يؤدي التعرض لراتنجات الايبوكسي، بمرور الوقت، إلى رد فعل تحسسي. يحدث التحسس بشكل عام بسبب التعرض المتكرر (على سبيل المثال من خلال رداءة النظافة في العمل أو نقص معدات الحماية) على مدى فترة طويلة من الزمن. يحدث رد الفعل التحسسي أحيانًا في وقت يتأخر عدة أيام من التعرض. غالبًا ما يظهر رد الفعل التحسسي على شكل التهاب الجلد، خاصة في المناطق التي يكون فيها التعرض أعلى (عادةً اليدين والساعدين). استخدام الايبوكسي هو مصدر رئيسي للربو المهني بين مستخدمي البلاستيك. يحتاج التخلص الآمن أيضًا إلى التفكير ولكنه يتضمن عادةً معالجة متعمدة لإنتاج النفايات الصلبة بدلاً من النفايات السائلة.